# Petr Mrázek
Petr Mrázek (* 14. února 1992, Ostrava) je český hokejový brankář hrající v NHL v týmu Anaheim Ducks. V roce 2024 se stal mistrem světa.

## Hráčská kariéra
Dne 7. 2. 2013 si připsal svůj první start v NHL, kdy se postavil do branky týmu Detroit Red Wings. V sezoně 2014/15 v play-off za Detroit vychytal dvě nuly. Z Detroitu byl v únoru 2018 vyměněn do Phiadelphie kde sezonu dochytal a následně podepsal roční smlouvu s Carolinou.
Dne 28. července 2021 podepsal tříletý kontrakt s Toronto Maple Leafs, tudíž byl vyměněn za dánského brankáře Frederika Andersena. Začátek sezóny propásl, kvůli poranění v oblasti třísel. To se mu však v březnu 2022 vrátilo a předčasně mu ukončilo sezónu.

### Reprezentace
Na MSJ 2012 byl vyhlášen nejlepším brankářem šampionátu. V květnu 2012 jej trenér Alois Hadamczik nominoval jako třetího brankáře na MS 2012. V utkání proti Německu si odbyl svoji reprezentační premiéru, když byl nasazen na posledních 10 minut zápasu za rozhodnutého stavu 8:1. Poté se ještě ukázal na Světovém poháru 2016 a na MS 2017.

## Ocenění a úspěchy
- 2008 ČHL-18 – Nejúspěšnější brankář
- 2009 ČHL-18 – Nejúspěšnější brankář
- 2009 ČHL-18 – Nejnižší průměr inkasovaných branek
- 2009 ČHL-18 – Nejúspěšnější brankář v playoff
- 2009 ČHL-18 – Nejnižší průměr inkasovaných branek v playoff
- 2010 OHL – F. W. „Dinty“ Moore Trophy
- 2010 OHL – Druhý All-Rookie Tým
- 2011 OHL – Nejúspěšnější brankář
- 2011 OHL – Třetí All-Star Tým
- 2012 MSJ – Nejlepší brankář
- 2012 MSJ – All-Star Tým
- 2012 MSJ – Top tří nejlepších hráčů v týmu
- 2013 AHL – All-Star Game
- 2014 AHL – Druhý All-Star Tým

## Prvenství
- Debut v NHL – 7. února 2013 (St. Louis Blues proti Detroit Red Wings)
- První inkasovaný gól v NHL – 7. února 2013 (St. Louis Blues proti Detroit Red Wings, kanadským obráncem Alex Pietrangelo)
- První vychytaná nula v NHL – 2. listopadu 2013 (Edmonton Oilers proti Detroit Red Wings)

## Soukromý život
Je také členem týmu Real TOP Praha, v jehož dresu se zúčastňuje charitativních zápasů a akcí.

## Statistiky

### Základní části
| Sezona       | Tým                   | Liga         | Z   | V   | P   | Pvp | MIN    | OG    | ČK | POG  | %ChS |
| ------------ | --------------------- | ------------ | --- | --- | --- | --- | ------ | ----- | -- | ---- | ---- |
| 2009–10      | Ottawa 67's           | OHL          | 30  | 12  | 9   | 1   | 1562   | 78    | 3  | 3.00 | .905 |
| 2010–11      | Ottawa 67's           | OHL          | 52  | 33  | 15  | 3   | 3089   | 146   | 4  | 2.84 | .920 |
| 2011–12      | Ottawa 67's           | OHL          | 50  | 30  | 13  | 6   | 3016   | 143   | 3  | 2.84 | .917 |
| 2012–13      | Detroit Red Wings     | NHL          | 2   | 1   | 1   | 0   | 119    | 4     | 0  | 2.02 | .922 |
| 2012–13      | Toledo Walleye        | ECHL         | 3   | 2   | 1   | 0   | 179    | 6     | 0  | 2.02 | .944 |
| 2012–13      | Grand Rapids Griffins | AHL          | 42  | 23  | 16  | 2   | 2498   | 97    | 1  | 2.33 | .916 |
| 2013–14      | Detroit Red Wings     | NHL          | 9   | 2   | 4   | 0   | 449    | 13    | 2  | 1.74 | .927 |
| 2013–14      | Grand Rapids Griffins | AHL          | 32  | 22  | 9   | 1   | 1,830  | 64    | 3  | 2.10 | .924 |
| 2014–15      | Grand Rapids Griffins | AHL          | 13  | 9   | 2   | 0   | 756    | 26    | 3  | 2.06 | .927 |
| 2014–15      | Detroit Red Wings     | NHL          | 29  | 16  | 9   | 2   | 1,585  | 64    | 3  | 2.38 | .918 |
| 2015–16      | Detroit Red Wings     | NHL          | 54  | 27  | 16  | 6   | 2,681  | 115   | 4  | 2.33 | .921 |
| 2016–17      | Detroit Red Wings     | NHL          | 50  | 18  | 21  | 9   | 2,858  | 145   | 1  | 3.04 | .901 |
| 2017–18      | Detroit Red Wings     | NHL          | 22  | 8   | 7   | 3   | 1,184  | 57    | 3  | 2.89 | .910 |
| 2017–18      | Philadelphia Flyers   | NHL          | 17  | 6   | 6   | 3   | 913    | 49    | 1  | 3.22 | .891 |
| 2018–19      | Carolina Hurricanes   | NHL          | 40  | 23  | 14  | 3   | 2,387  | 95    | 4  | 2.39 | .914 |
| 2019–20      | Carolina Hurricanes   | NHL          | 40  | 21  | 16  | 2   | 2,321  | 104   | 3  | 2.69 | .905 |
| 2020–21      | Carolina Hurricanes   | NHL          | 12  | 6   | 2   | 3   | 671    | 23    | 3  | 2.06 | .923 |
| 2021–22      | Toronto Maple Leafs   | NHL          | 20  | 12  | 6   | 0   | 1,042  | 58    | 0  | 3.34 | .888 |
| 2021–22      | Toronto Marlies       | AHL          | 1   | 0   | 1   | 0   | 60     | 4     | 0  | 4.00 | .846 |
| 2022–23      | Chicago Blackhawks    | NHL          | 39  | 10  | 22  | 3   | 2,166  | 132   | 0  | 3.66 | .894 |
| 2023–24      | Chicago Blackhawks    | NHL          | 56  | 18  | 31  | 4   | 3,153  | 159   | 1  | 3.03 | .908 |
| 2024–25      | Chicago Blackhawks    | NHL          | 33  | 10  | 19  | 2   | 1,840  | 106   | 0  | 3.46 | .890 |
| 2024–25      | Detroit Red Wings     | NHL          | 5   | 2   | 2   | 0   | 241    | 10    | 1  | 2.49 | .902 |
| Celkem v NHL | Celkem v NHL          | Celkem v NHL | 428 | 180 | 176 | 40  | 23,887 | 1,134 | 26 | 2.85 | .906 |

### Play-off
| Sezona       | Tým                   | Liga         | Z  | V  | P  | MIN   | OG | ČK | POG  | %ChS |
| ------------ | --------------------- | ------------ | -- | -- | -- | ----- | -- | -- | ---- | ---- |
| 2009–10      | Ottawa 67's           | OHL          | 8  | 4  | 4  | 451   | 18 | 0  | 2.39 | .928 |
| 2010–11      | Ottawa 67's           | OHL          | 4  | 0  | 3  | 224   | 21 | 0  | 5.63 | .868 |
| 2011–12      | Ottawa 67's           | OHL          | 17 | 9  | 8  | 1,065 | 46 | 0  | 2.59 | .926 |
| 2012–13      | Grand Rapids Griffins | AHL          | 24 | 15 | 9  | 1,431 | 55 | 4  | 2.31 | .916 |
| 2013–14      | Grand Rapids Griffins | AHL          | 10 | 5  | 5  | 600   | 28 | 0  | 2.80 | .911 |
| 2014–15      | Detroit Red Wings     | NHL          | 7  | 3  | 4  | 398   | 14 | 2  | 2.11 | .925 |
| 2015–16      | Detroit Red Wings     | NHL          | 3  | 1  | 2  | 178   | 4  | 1  | 1.36 | .945 |
| 2017–18      | Philadelphia Flyers   | NHL          | 1  | 0  | 0  | 31    | 2  | 0  | 3.87 | .857 |
| 2018–19      | Carolina Hurricanes   | NHL          | 11 | 5  | 5  | 660   | 30 | 2  | 2.73 | .894 |
| 2019–20      | Carolina Hurricanes   | NHL          | 5  | 2  | 3  | 317   | 11 | 0  | 2.08 | .929 |
| 2020–21      | Carolina Hurricanes   | NHL          | 2  | 1  | 1  | 124   | 8  | 0  | 3.90 | .873 |
| Celkem v NHL | Celkem v NHL          | Celkem v NHL | 29 | 12 | 15 | 1,706 | 69 | 5  | 2.43 | .911 |

### Reprezentace
| Rok                    | Tým                    | Soutěž                 | Z | V | P | MIN | OG | ČK | POG  | %ChS  |
| ---------------------- | ---------------------- | ---------------------- | - | - | - | --- | -- | -- | ---- | ----- |
| 2012                   | Česko 20               | MSJ                    | 6 | 3 | 3 | 360 | 15 | 1  | 2.49 | .928  |
| 2012                   | Česko                  | MS                     | 1 | 0 | 0 | 10  | 0  | 0  | 0.00 | 1.000 |
| 2016                   | Česko                  | SP                     | 2 | 1 | 1 | 121 | 6  | 0  | 2.98 | .925  |
| 2017                   | Česko                  | MS                     | 4 | 1 | 2 | 243 | 10 | 0  | 2.47 | .881  |
| 2024                   | Česko                  | MS                     | 2 | 2 | 0 | 120 | 3  | 0  | 1.50 | .906  |
| Juniorská reprezentace | Juniorská reprezentace | Juniorská reprezentace | 6 | 3 | 3 | 362 | 15 | 1  | 2.49 | .928  |
| Seniorská reprezentace | Seniorská reprezentace | Seniorská reprezentace | 9 | 4 | 3 | 493 | 19 | 0  | 2.31 | .928  |